# W.G. Sebald
Winfried Georg Sebald (ur. 18 maja 1944 w Wertach im Allgäu, zm. 14 grudnia 2001 w hr. Norfolk, Wielka Brytania) – niemiecki prozaik, poeta i eseista, a także wykładowca akademicki.
Przez pewien czas posługiwał się w Anglii imieniem Max. Na początku lat 80., gdy zaczął pracować nad książkami literackimi, zaczął podpisywać się inicjałami, gdyż swe imiona uważał za nazistowskie. Wiązało się to z osobą jego ojca, Georga, który był zawodowym żołnierzem. Mimo iż nie zapisał się do NSDAP, ani prawdopodobnie nigdy nie walczył na froncie, syn myślał i mówił o nim jako o naziście do końca życia.
Studiował we Fryburgu, gdzie należał do Grupy 64, której celem było dyskutowanie o napisanych przez członkach stowarzyszenia dziełach literackich, i napisał pracę magisterską poświęconą nowo odkrytemu wówczas komediopisarzowi ery wilhelmiańskiej, Carlowi Sternheimowi.
Uznawany za jednego z największych niemieckich pisarzy XX wieku. W 2007 roku wymieniony przez byłego sekretarza Akademii Szwedzkiej Horacego Engdahla jako pisarz, który zasłużył na literackiego Nobla. Przedwczesna śmierć odebrała mu szansę na nagrodę.
Od 1966 roku mieszkał w Wielkiej Brytanii. Początkowo pracował jako lektor języka niemieckiego w Manchesterze, a następnie zamieszkał w Norwich, gdzie pracował jako wykładowca akademicki na University of East Anglia.
Umarł na zawał serca, kierując autem, po czym samochód zderzył się z ciężarówką. 

## Ważniejsze utwory
- 1988 Nach der Natur. Ein Elementargedicht, ISBN 3-596-12055-1.
- 1990 Schwindel. Gefühle, ISBN 3-596-12054-3.
- 1992 Die Ausgewanderten. Vier lange Erzählungen, ISBN 3-596-12056-X.
- 1995 Die Ringe des Saturn. Eine englische Wallfahrt, ISBN 3-596-13655-5.
- 2001 For years now (wiersze w języku angielskim)
- 2001 Austerlitz, ISBN 3-596-14864-2.
- 2003  Unerzählt, 33 Texte
- 2003 Campo Santo, Prosa, Essays, red. Sven Meyer, ISBN 3-446-20356-7.
- 2008 Über das Land und das Wasser. Ausgewählte Gedichte 1964-2001, red. Sven Meyer

## Tłumaczenia na język polski
- Winfried Georg Sebald, przeł. Małgorzata Łukasiewicz: Wyjechali: powieść. Warszawa: Wydawnictwo W.A.B., 2005, s. 308. ISBN 83-7414-070-4.
- Winfried Georg Sebald, przeł. Małgorzata Łukasiewicz: Austerlitz: powieść. Warszawa: Wydawnictwo W.A.B., 2007, s. 364. ISBN 978-83-7414-341-7.
- Winfried Georg Sebald, przeł. Małgorzata Łukasiewicz: Pierścienie Saturna. Angielska pielgrzymka: powieść. Warszawa: Wydawnictwo W.A.B., 2009, s. 343. ISBN 978-83-7414-631-9.
- Winfried Georg Sebald, przeł. Małgorzata Łukasiewicz: Czuję. Zawrót głowy: powieść. Kraków: Wydawnictwo Literackie, 1998, s. 193. ISBN 83-08-02815-2.
- Winfried Georg Sebald, przeł. Małgorzata Łukasiewicz: Wojna powietrzna i literatura: wykłady. Warszawa: Wydawnictwo W.A.B., 2012, s. 176. ISBN 978-83-7747-644-4.
- Winfried Georg Sebald, przeł. Małgorzata Łukasiewicz: Campo Santo. Warszawa: Wydawnictwo W.A.B., 2014, s. 317. ISBN 978-83-280-0834-2.
- Winfried Georg Sebald, przeł. Małgorzata Łukasiewicz, posł. Arkadiusz Żychliński: Opis nieszczęścia. Eseje o literaturze. Wrocław: Wydawnictwo Ossolineum, 2019, s. 288. ISBN 978-83-66267-26-8.